# Fundação Mário Leal Ferreira
A Fundação Mário Leal Ferreira (FMLF) é uma fundação autárquica governamental brasileira responsável pelo planejamento urbano do município de Salvador. Vinculada à Secretaria Municipal de Urbanismo - SUCOM, está localizada no Vale dos Barris, em Salvador, na Bahia. Foi criada pela lei municipal 5245 de 5 de fevereiro de 1997 dentro da Secretaria Municipal do Planejamento, Urbanismo e Meio Ambiente (SEPLAM), a partir da renomeação da fundação Centro do Planejamento Municipal (CPM), a qual foi criada pela lei municipal 3994 de 29 de junho de 1989.
Tal como a Avenida Bonocô, seu nome é uma homenagem a Mário Leal Ferreira, engenheiro que comandou o Escritório do Plano de Urbanismo da Cidade de Salvador (EPUCS), órgão criado em 1943 pioneiro em matéria de urbanização no país.
Em setembro de 2013, Tânia Scofield Almeida assumiu a presidência da fundação, ao substituir Luiz Cezar Mesquita Baqueiro. Este foi nomeado em 29 de dezembro de 2010, quando a FMLF era vinculada à Secretaria Municipal de Desenvolvimento Urbano Habitação e Meio Ambiente (Sedham).
A autarquia possui uma biblioteca, que guarda a memória do planejamento urbano da Cidade do Salvador desde a década de 1970. Possuindo em torno de 15 mil artigos, e com sistema de consultas informatizado, dispõe de livros, projetos, planos, estudos, material cartográfico, CDs, recortes de jornais e a coleção do Diário Oficial do Município.